# Polderblindheid

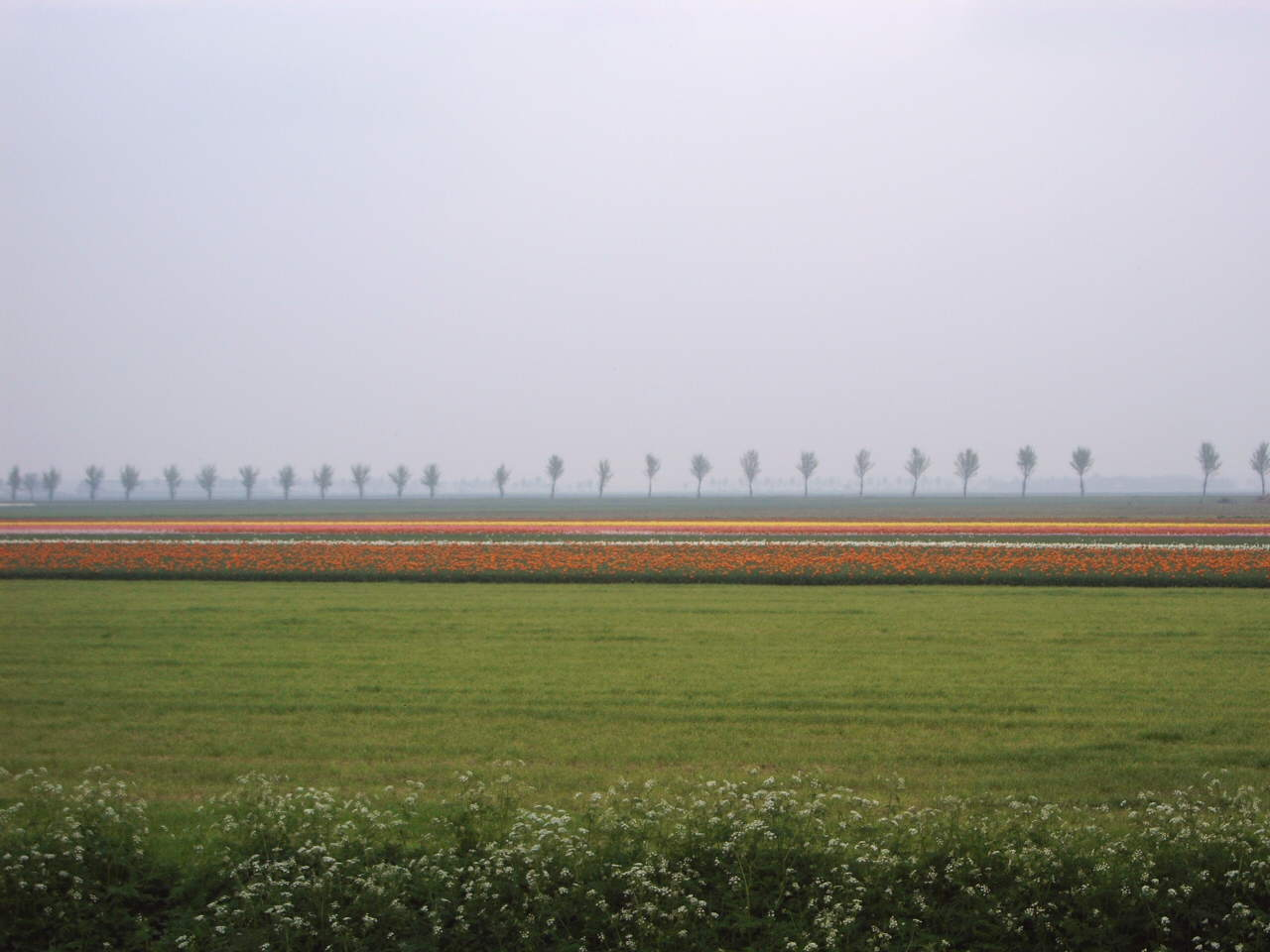
Eentonig polderlandschap

Polderblindheid is een vorm van verminderde opmerkzaamheid in het verkeer veroorzaakt door een afwezigheid van externe prikkels. Dit doet zich vaak voor bij stille rechte wegen in een gelijkmatig landschap. De term refereert aan het polderlandschap zoals dat in sommige gebieden in Nederland te zien is. Voor automobilisten kan polderblindheid gevaarlijk zijn. Bekend is dat een te grote afwisseling aan externe visuele prikkels in het landschap een nadelige invloed heeft op het autorijden. Een totaal gebrek aan afleiding heeft echter hetzelfde effect. De automobilist wordt onoplettender, wat kan leiden tot riskante situaties wanneer zich onverwacht wel een situatie voordoet waar de automobilist op moet reageren.
Polderblindheid wordt veroorzaakt doordat het autorijden bij afwezigheid van externe (visuele) prikkels een automatisme wordt. Wanneer een eenvoudige taak een automatisme wordt kan men deze verrichten terwijl men tegelijkertijd zich op iets anders concentreert, bijvoorbeeld breien terwijl men TV kijkt, muziek luistert, of met de gedachten bij iets anders is. Wanneer zich geen enkele prikkel voordoet die de automobilist stimuleert zich op het autorijden te concentreren, is er een kans dat zich een soortgelijk proces afspeelt. De automobilist bestuurt de auto, hetgeen bij een rechte stille weg dermate eenvoudig wordt dat het een automatisme wordt en de automobilist minder of niet meer met de gedachten bij het autorijden is. Een automobilist merkt dit achteraf wanneer hij opeens veel verder blijkt opgeschoten dan hij dacht. Deze situatie kan echter gevaarlijk zijn, omdat de automobilist niet meer alert kan reageren wanneer dit onverhoopt wel nodig is, zoals bij een plotselinge bocht, een kuil in de weg, een obstakel of een medeweggebruiker (bijvoorbeeld een langzaamrijder of een spookrijder).
Hoewel het woord doet veronderstellen dat het verschijnsel hoofdzakelijk Nederlands is, is dit niet het geval. Bij bijvoorbeeld lange tunnels doet zich hetzelfde verschijnsel voor. Men probeert het probleem op te lossen door de intensiteit van de tunnelverlichting aan te passen, over het algemeen weinig licht en om de paar honderd meter veel fellere belichting. Dit zorgt ervoor dat de automobilist weer alert wordt. Dit verschijnsel wordt vaak aangeduid met de term zonsopgang. Andere voorbeelden zijn lange rechte wegen door uitgestrekte woestijnen, steppen, grasvlakten of landbouwgebieden zoals men ze in Canada en de V.S. vaak heeft. Ook 's nachts op stille (snel)wegen rijden kan hetzelfde effect veroorzaken.
Polderblindheid is gerelateerd aan kokervisus of kokerzien, maar anders dan bij kokervisus ligt de oorzaak buiten de persoon zelf. De oplossingen om polderblindheid tegen te gaan, zijn erop gericht de eenvormigheid van het landschap te doorbreken. In plaats van een lange rij bomen op gelijke afstand van elkaar te planten, kiest men er bijvoorbeeld voor om de bomen op variabele afstand bij elkaar te zetten tot kleine bosjes. Een ander voorbeeld is de Noordoostpolder, waar bij de inrichting solitaire bomen werden gepoot op kruispunten als markeringspunten voor automobilisten.
De term wordt ook weleens gebruikt om de kleingeestigheid van Nederlanders aan te duiden. Dan meent iemand dat men 'in Nederland' blind is voor bepaalde (veelal maatschappelijke) zaken. De polders slaan in dit geval op het typisch-Nederlandse.